# Гнений Петро Демидович
Петро Демидович Гнений (нар. 25 серпня 1920, село Каленики, тепер Решетилівського району Полтавської області — 29 квітня 2014, місто Маріуполь Донецької області) — передовик і новатор виробництва в чорній металургії, сталевар, старший зварник Ждановського (Маріупольського) комбінату «Азовсталь», Герой Соціалістичної Праці (23.03.1966). Депутат Верховної Ради СРСР 7—8-го скликань.

## Біографія
Народився в селянській родині. У Маріуполі з 1931 року, де батько працював столяром на будівництві заводу «Азовсталь».
Закінчив Маріупольську середню школу № 36. Трудову діяльність розпочав у 1939 році бухгалтером. У 1940 році закінчив курси бухгалтерів та вступив до Мелітопольського інституту механізації сільського господарства Запорізької області. Закінчив лише перший курс.
З серпня 1941 по 1947 рік служив у Червоній армії, учасник німецько-радянської війни. У серпні — вересні 1941 року — проходив військову підготовку в містах Чугуєві Харківської області та в Кантемирівці Воронезької області, де формувалися окремі стрілецькі бригади. З жовтня 1941 по лютий 1942 роки воював на Ленінградському фронті у складі 25-ї окремої стрілецької бригади.
5 лютого 1942 року був важко поранений в боях під Ленінградом. Лікувався в госпіталі міста Горького (тепер Нижній Новгород). Через три місяці його направили на навчання в Ленінградське військове інженерно-технічне училище, евакуйоване в місто Кострому. Після повернення з училища пройшов курс навчання в спецвійськах по загородження переднього краю в підмосковному місті Болшево.
У серпні 1943 року, в званні молодшого лейтенанта, був направлений на Калінінський фронт командиром взводу в 10-й окремий електротехнічний батальйон 5-ї гвардійської окремої інженерно-саперної бригади. Потім воював на 1-му Прибалтійському фронті. З наступаючими військами готував проходи через мінні поля. Воював у Прибалтиці, під Кенігсбергом. 27 червня 1944 був поранений. Член ВКП(б) з 1944 року.
З 1947 року — зварник, старший зварник нагрівальних колодязів бригади комуністичної праці цеху блюмінг, технолог обтискного цеху Ждановського металургійного заводу «Азовсталь» імені Серго Орджонікідзе Сталінської (Донецької) області. Без відриву від виробництва закінчив металургійний технікум.
Працюючи на Ждановському металургійному заводі «Азовсталь», вніс цінні раціоналізаторські пропозиції при розробці технології нагрівання спеціальних сталей. У 1955 році пускав нагрівальні колодязі в обтискному цеху на Аньшаньському металургійному заводі в Маньчжурії (КНР). Ініціатор руху «Дев'ятій п'ятирічці — метал відмінної якості». 
З 1974 — на пенсії в місті Жданові (тепр Маріуполі) Донецької області.

## Військове звання
- старший лейтенант

## Нагороди, звання
- Герой Соціалістичної Праці (23.03.1966)
- орден Леніна (23.03.1966)
- орден Жовтневої Революції (30.03.1971)
- орден Трудового Червоного Прапора (19.07.1958)
- орден «Знак Пошани» (17.01.1950)
- орден Вітчизняної війни І ст. (11.03.1985)
- орден Вітчизняної війни ІІ ст. (25.07.1945)
- орден Червоної Зірки (25.06.1944)
- орден Богдана Хмельницького ІІІ ст. (Україна)
- орден Дружби (Китайська Народна Республіка)
- медаль «За трудову відзнаку» (24.02.1954)
- медалі[1].
- Почесний громадянин Маріуполя (16.04.1975) — звання присвоєне за доблесну працю і видатні заслуги в багаторічній громадській діяльності[2].